# Lyon Open 2024
Lyon Open 2024, oficiálně Open Parc d'Auvergne-Rhône-Alpes Lyon 2024, byl tenisový turnaj na mužském profesionálním okruhu ATP Tour, hraný v Parku Zlaté hlavy. Sedmý ročník Lyon Open probíhal mezi 19. a 25. květnem 2024 ve francouzském Lyonu na antukových dvorcích. Představoval závěrečnou přípravu na grandslamové French Open.
Turnaj dotovaný 651 865 eury patřil do kategorie ATP Tour 250. Nejvýše nasazeným singlistou se stal sedmnáctý tenista světa Ugo Humbert z Francie, kterého ve druhém kole vyřadil Dominik Koepfer. Jako poslední přímý účastník do dvouhry nastoupil americký 81. hráč žebříčku Brandon Nakashima. V důsledku invaze Ruska na Ukrajinu na konci února 2022 řídící organizace tenisu ATP, WTA a ITF s grandslamy rozhodly, že ruští a běloruští tenisté mohli dále na okruzích startovat, ale do odvolání nikoli pod vlajkami Ruska a Běloruska.
První titul na okruhu ATP Tour vybojoval ve dvouhře 20letý Francouz Giovanni Mpetshi Perricard, který odehrál teprve třetí hlavní soutěž v kariéře. Lyonský rodák se jako 117. hráč žebříčku stal nejníže postaveným šampionem turnaje a v roce 2024 třetím vítězem figurujícím mimo Top 100. Čtyřhru ovládl finsko-britský pár Harri Heliövaara a Henry Patten, jehož členové na túře ATP získali druhou společnou trofej.

## Rozdělení bodů a finančních odměn

### Rozdělení bodů
| Soutěž  | Soutěž      | vítězové | finalisté | semifinalisté | čtvrtfinalisté | 16 v kole | 28 v kole | Q  | Q2 | Q1 |
| ------- | ----------- | -------- | --------- | ------------- | -------------- | --------- | --------- | -- | -- | -- |
| dvouhra | [ 2 ] [ 7 ] | 250      | 165       | 100           | 50             | 25        | 0         | 13 | 7  | 0  |
| čtyřhra | [ 8 ]       | 250      | 150       | 90            | 45             | 0         | —         | —  | —  | —  |

Vysvětlivky
1. ↑  Nasazení s volným losem do druhého kola v případě prohry neobdrželi žádné body.'"`UNIQ--ref-0000001A-QINU`"'

### Finanční odměny
| Soutěž                                | Soutěž      | vítězové | finalisté | semifinalisté | čtvrtfinalisté | 16 v kole | 28 v kole | Q2      | Q1      |
| ------------------------------------- | ----------- | -------- | --------- | ------------- | -------------- | --------- | --------- | ------- | ------- |
| dvouhra                               | [ 2 ] [ 7 ] | 88 125 € | 51 400 €  | 30 220 €      | 17 510 €       | 10 165 €  | 6 215 €   | 3 105 € | 1 695 € |
| čtyřhra                               | [ 8 ]       | 30 610 € | 16 380 €  | 9 600 €       | 5 370 €        | 3 160 €   | —         | —       | —       |
| částka ve čtyřhrách je uvedena na pár |             |          |           |               |                |           |           |         |         |

## Mužská dvouhra

### Nasazení
| Stát                          | Hráč                    | ATP | Nasazení |
| ----------------------------- | ----------------------- | --- | -------- |
| Francie                       | Ugo Humbert             | 15. | 1.       |
| Kazachstán                    | Alexandr Bublik         | 17. | 2.       |
| Francie                       | Adrian Mannarino        | 21. | 3.       |
| Argentina                     | Francisco Cerúndolo     | 22. | 4.       |
| USA                           | Frances Tiafoe          | 25. | 5.       |
| Argentina                     | Tomás Martín Etcheverry | 28. | 6.       |
| Argentina                     | Mariano Navone          | 31. | 7.       |
| Francie                       | Gaël Monfils            | 38. | 8.       |
| Žebříček ATP k 6. květnu 2024 |                         |     |          |

### Jiné formy účasti
Následující hráči obdrželi divokou kartu do hlavní soutěže:
- Richard Gasquet
- Giovanni Mpetshi Perricard
- Alexandre Müller

Následující hráči postoupili do hlavní soutěže z kvalifikace:
- Taró Daniel
- Daniel Elahi Galán
- Hugo Gaston
- Nikolás Sánchez Izquierdo

Následující hráči postoupili z kvalifikace jako šťastní poražení:
- Javier Barranco Cosano
- Pedro Cachín
- Sebastian Fanselow

### Odhlášení
- Félix Auger-Aliassime → nahradil jej  Jošihito Nišioka
- Nuno Borges → nahradil jej  Mackenzie McDonald
- Arthur Fils → nahradil jej  Jaume Munar
- Gaël Monfils → nahradil jej  Sebastian Fanselow
- Mariano Navone → nahradil jej  Javier Barranco Cosano
- Alejandro Tabilo → nahradil jej  Arthur Rinderknech
- Čang Č’-čen → nahradil jej  Pedro Cachín

## Mužská čtyřhra

### Nasazení
| Stát                                                                                   | Hráč              | Stát      | Hráč                   | ATP | Nasazení |
| -------------------------------------------------------------------------------------- | ----------------- | --------- | ---------------------- | --- | -------- |
| Mexiko                                                                                 | Santiago González | Francie   | Édouard Roger-Vasselin | 23. | 1.       |
| Argentina                                                                              | Máximo González   | Argentina | Andrés Molteni         | 33. | 2.       |
| Belgie                                                                                 | Sander Gillé      | Belgie    | Joran Vliegen          | 38. | 3.       |
| Francie                                                                                | Sadio Doumbia     | Francie   | Fabien Reboul          | 63. | 4.       |
| Žebříček ATP k 6. květnu 2024; číslo je součtem žebříčkového postavení obou členů páru |                   |           |                        |     |          |

### Jiné formy účasti
Následující páry obdržely divokou kartu do hlavní soutěže:
- Jonathan Eysseric /  Fabrice Martin
- Tristan Lamasine /  Tom Paris

Následující pár nastoupil z pozice náhradníka:
- Théo Arribagé /  Victor Vlad Cornea

### Odhlášení
před zahájením turnaje
- William Blumberg /  John Peers → nahradili je  Diego Hidalgo /  John Peers
- Roberto Carballés Baena /  Pedro Martínez → nahradili je  Théo Arribagé /  Victor Vlad Cornea
- Diego Hidalgo /  Alejandro Tabilo → nahradil jej  Luciano Darderi /  Fernando Romboli
- Denys Molčanov /  John-Patrick Smith → nahradili je  Evan King /  Denys Molčanov
- Rajeev Ram /  Joe Salisbury → nahradili je  Luke Johnson /  Skander Mansouri

## Přehled finále

### Mužská dvouhra
- Giovanni Mpetshi Perricard vs.  Tomás Martín Etcheverry, 6–4, 1–6, 7–6(9–7)

### Mužská čtyřhra
- Harri Heliövaara /  Henry Patten vs.  Juki Bhambri /  Albano Olivetti 3–6, 7–6(7–4), [10–8]